# Ernesto Celli
Ernesto Celli (ur. 1895, zm. 2 marca 1925) – argentyński piłkarz, grający podczas kariery na pozycji pomocnika lub napastnika.

## Kariera klubowa
Ernesto Celli podczas piłkarskiej kariery występował w Newell’s Old Boys Rosario, z krótką przerwą na epizod w Gimnasii La Plata. Z Newell’s Old Boys trzykrotnie wygrał lokalną Liga Rosarina de Fútbol w 1918, 1921 i 1922. Jego karierę przerwała przedwczesna śmierć 2 marca 1925.

## Kariera reprezentacyjna
W reprezentacji Argentyny Celli występował w latach 1919–1924. W reprezentacji zadebiutował 19 października 1919 w wygranym 6-1 meczu z Urugwajem, którego stawką było Gran Premio de Honor Argentino. Był to udany debiut, gdyż Celli w 62 min. zdobył 2 bramkę dla Argentyny.
W 1922 uczestniczył w Mistrzostwach Ameryki Południowej
Na turnieju w Rio de Janeiro wystąpił w meczach z Chile i Urugwajem. Po raz ostatni w reprezentacji wystąpił 2 października 1924 w wygranym 2-1 towarzyskim meczu z Urugwajem. Ogółem w barwach albicelestes wystąpił w 7 meczach, w których zdobył bramkę.
| Mecze i gole w reprezentacji | Mecze i gole w reprezentacji | Mecze i gole w reprezentacji | Mecze i gole w reprezentacji | Mecze i gole w reprezentacji | Mecze i gole w reprezentacji | Mecze i gole w reprezentacji |
| #                            | Data                         | Miasto                       | Przeciwnik                   | Gol                          | Wynik                        | Rozgrywki                    |
| ---------------------------- | ---------------------------- | ---------------------------- | ---------------------------- | ---------------------------- | ---------------------------- | ---------------------------- |
| 1.                           | 19.10.1919                   | Buenos Aires                 | Urugwaj                      | Gol                          | 6:1                          | Gran Premio Argentino        |
| 2.                           | 07.12.1919                   | Montevideo                   | Urugwaj                      |                              | 2:4                          | Trofeo Circular              |
| 3.                           | 28.08.1922                   | Rio de Janeiro               | Chile                        |                              | 2:0                          | Copa América                 |
| 4.                           | 08.10.1922                   | Rio de Janeiro               | Urugwaj                      |                              | 0:1                          | Copa América                 |
| 5.                           | 25.05.1924                   | Montevideo                   | Urugwaj                      |                              | 0:2                          | Copa Newton                  |
| 6.                           | 28.09.1924                   | Buenos Aires                 | Urugwaj                      |                              | 0:0                          | towarzyski                   |
| 7.                           | 02.10.1924                   | Buenos Aires                 | Urugwaj                      |                              | 2:1                          | towarzyski                   |